# 2 (EP)
 (mars 2023).
Si vous disposez d'ouvrages ou d'articles de référence ou si vous connaissez des sites web de qualité traitant du thème abordé ici, merci de compléter l'article en donnant les références utiles à sa vérifiabilité et en les liant à la section « Notes et références ».
1. 2

Albums de Suburban Kids with Biblical Names
#1
(2004) #3
(2005)
#2 est le deuxième EP du groupe suédois de twee pop Suburban Kids with Biblical Names.

## Liste des chansons
| No | Titre          | Durée |
| -- | -------------- | ----- |
| 1. | Funeral Face   | 3:01  |
| 2. | Teenage Poetry | 3:23  |
| 3. | Guns n' Ammo   | 2:46  |
| 4. | Jullaten 2004  | 2:29  |